# Poljice-Pass
Der Poljice-Pass in Montenegro ist ein Teil der M2 und verbindet Petrovac na moru mit Virpazar. Durch die Fertigstellung des Sozina-Tunnels und den Ausbau der M10 hat der Pass stark an Bedeutung verloren.